# Horatosphaga longipes
Horatosphaga longipes är en insektsart som först beskrevs av Bolívar, I. 1922.  Horatosphaga longipes ingår i släktet Horatosphaga och familjen vårtbitare. Inga underarter finns listade i Catalogue of Life.